# Ташмухамедова, Дилором Гафурджановна
Дилором Гафурджановна Ташмухамедова (узб. Toshmuhamedova Dilorom Gʻofurjonovna; род. 1962) — спикер Законодательной палаты Олий Мажлиса Республики Узбекистан в 2008—2015 годах.

## Биография
Родилась в Ташкентской области в семье служащего. По национальности узбечка.
В 1978 году окончила среднюю школу, а в 1984 году — Ташкентский государственный медицинский институт. Более десяти лет занималась научно-педагогической деятельностью в данном институте. В 1993 году защитила кандидатскую диссертацию. Кандидат медицинских наук.
В 1994 году организовала частную фирму «Фармед». В 2003 году окончила факультет межгосударственных отношений и внешних экономических связей Академии государственного и общественного строительства при Президенте Республики Узбекистан. Магистр международных отношений.
В 2001—2004 годах была депутатом Олий Мажлиса Республики Узбекистан.
В 2004 году избрана депутатом Законодательной палаты Олий Мажлиса Республики Узбекистан, член Комитета по международным делам и межпарламентским связям. В 2005 году избрана первым секретарем Политического совета Социал-демократической партии «Адолат» и руководителем парламентской фракции партии. В январе 2008 года, согласно действующему законодательству, приостановила членство в партии.
В июле 2007 года избрана заместителем Спикера Законодательной палаты Олий Мажлиса.
3 ноября 2007 года на съезде партии «Адолат» выдвинута кандидатом в президенты Узбекистана (первая женщина-кандидат за всю историю Республики).
С 23 января 2008 по 23 января 2015 года — председатель Законодательной палаты Олий Мажлиса Узбекистана
В 2018 году назначена директором научно-практического исследовательского центра «Оила».
22 декабря 2019 года победила на выборах в Ташкентский городской Кенгаш народных депутатов.
Автор ряда научных работ в области медицины, а также статей, посвященных осуществлению общественно-политических реформ в стране, развитию многопартийности и демократических институтов, совершенствованию деятельности Законодательной палаты Олий Мажлиса, повышению роли женщин в жизни общества.

## Семья
Замужем. Супруг Р. Ташмухамедов — руководитель частного предприятия. Мать четверых детей.